# ميدان نقش جهان
ميدان نقش جهان وتعرف أيضا بميدان الشاه أو ميدان الإمام، تقع في مركز مدينة أصفهان الإيرانية وتعتبر ثاني أكبر ساحة في العالم (بعد ساحة تيانانمين في بكين) حيث يبلغ طولها 512 م وعرضها 163م. وقد أدرجت هذه الساحة التاريخية ضمن قائمة التراث العالمي لليونسكو، واسم الساحة (نقش جهان) يعني نموذج أو مثال العالم.
تم إنشاء ساحة نقش جهان في عهد الشاه عباس الأول الأكبر مع بداية القرن السابع عشر، وهي محاطة بأبنية أثرية من الحقبة الصفوية. ومن أشهر معالم هذه الساحة هو مسجد الشاه (والذي أبدل اسمه ليصبح مسجد الإمام) يقع جنوب الساحة، ومسجد الشيخ لطف الله ويقع في شرقها، ورواق قيصرية، وفي الجهة الغربية يقوم قصر علي قابو الذي يعود تاريخ إنشاؤه للقرنيين السادس عشر والسابع عشر، وإلى الشمال تنفتح الساحة على بازار أصفهان الكبير. وتعد هذه الساحة شاهداً حياً على الغنى الثقافي والاجتماعي الذي تمتعت به إيران خلال العهد الصفوي.

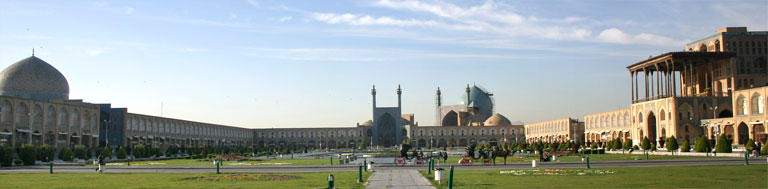
ساحة نقش جهان

## يونسكو
وقد أدرجت هذه الساحة التاريخية ضمن قائمة التراث العالمي لليونسكو.

## وصلات خارجية
- صور لساحة نقش جهاة على موقع جوجل مابس